# Marita Koch
Marita Koch (Wismar, 18 februari 1957) is een Duitse voormalige sprintster, die gespecialiseerd was in de 200 m en de 400 m. Op het eerste nummer werd ze tweemaal wereld- en op het tweede eenmaal olympisch kampioene, terwijl ze op beide nummers in totaal zeven Europese titels verzamelde. Daarnaast is zij wereldrecordhoudster op de 400 m en staat het (toenmalige) wereldrecord dat zij indertijd op de 4 × 200 m estafette mee vestigde, heden ten dage nog steeds als geldend Europees record in de boeken. Haar wereldrecord op de 200 m dat zij in 1979 vestigde, werd driemaal geëvenaard, eenmaal door haarzelf en tweemaal door Heike Drechsler, alvorens als wereldrecord te worden gebroken door Florence Griffith-Joyner in 1988 en als Europees record door Dafne Schippers in 2015. Op internationale wedstrijden kwam ze uit voor de DDR. Zij nam tweemaal deel aan de Olympische Spelen.

## Loopbaan
Tijdens haar carrière vestigde Marita Koch niet minder dan 16 outdoor- en 14 indoorwereldrecords. In 1980 werd ze in Moskou olympisch kampioene op de 400 m en won ze zilver op de 4 × 400 m. Ze werd Europees kampioene op die afstand in 1978, 1982 en 1986. Op 6 oktober 1985 vestigde ze in Canberra, Australië, met 47,60 s het wereldrecord op de 400 m dat in 2024 nog steeds standhoudt.
Uit een onderzoek dat werd uitgevoerd in 1991, enige tijd nadat ze in 1987 was gestopt met topsport, bleek dat Koch in de periode 1981-1984 de anabole steroïde Oral-Turinabol gebruikte. Dit werd door haar nooit bevestigd.
In haar actieve tijd was ze aangesloten bij SC Empor Rostock. Na afloop ervan trouwde zij met haar trainer Wolfgang Meier; hun dochter Ulrike werd geboren in 1990.
In 2014 werd ze opgenomen in de IAAF Hall of Fame.

## Titels
- Olympisch kampioene 400 m - 1980
- Wereldkampioene 200 m - 1983
- Wereldkampioene 4 × 100 m - 1983
- Wereldkampioene 4 × 400 m - 1983
- Wereldindoorkampioene 200 m - 1985
- Europees kampioene 400 m - 1978, 1982, 1986
- Europees indoorkampioene 200 m - 1983, 1985, 1986
- Europees kampioene 4 × 400 m - 1982
- Europees indoorkampioene 400 m - 1977
- Oost-Duits kampioene 200 m - 1979, 1982, 1983, 1985
- Oost-Duits kampioene 400 m - 1977, 1978, 1980, 1981, 1984,
- Oost-Duits indoorkampioene 60 m - 1979, 1981, 1985
- Oost-Duits indoorkampioene 100 m - 1978, 1979, 1981, 1985
- Oost-Duits indoorkampioene 200 m - 1986
- Oost-Duits indoorkampioene 400 m - 1975, 1977

## Records

### Persoonlijke records
Outdoor
| Onderdeel | Prestatie                  | Datum          | Plaats          |
| --------- | -------------------------- | -------------- | --------------- |
| 100 m     | 10,83 s                    | 8 juni 1983    | Berlijn         |
| 200 m     | 21,71 s (ex-WR, ex-AR, NR) | 10 juni 1979   | Karl-Marx-Stadt |
| 400 m     | 47,60 s (WR)               | 6 oktober 1985 | Canberra        |

Indoor
| Onderdeel | Prestatie    | Datum            | Plaats      |
| --------- | ------------ | ---------------- | ----------- |
| 50 m      | 6,11 s (NR)  | 2 februari 1980  | Grenoble    |
| 60 m      | 7,04 s (NR)  | 16 februari 1985 | Senftenberg |
| 100 m     | 11,15 s (NR) | 12 januari 1980  | Berlijn     |
| 200 m     | 22,39 s      | 5 maart 1983     | Boedapest   |

### Wereldrecords
| Afstand             | Tijd (s) | Datum      | Plaats         |
| ------------------- | -------- | ---------- | -------------- |
| 200 m               | 22,06    | 28.05.1978 | Erfurt         |
|                     | 22,02    | 03.06.1979 | Leipzig        |
|                     | 21,71    | 10.06.1979 | Karl-Marx-stad |
|                     | 21,71    | 21.07.1984 | Potsdam        |
| 400 m               | 49,19    | 02.07.1978 | Leipzig        |
|                     | 49,03    | 19.08.1978 | Potsdam        |
|                     | 48,94    | 31.08.1978 | Praag          |
|                     | 48,89    | 29.07.1979 | Potsdam        |
|                     | 48,60    | 04.08.1979 | Turijn         |
|                     | 48,16    | 08.09.1982 | Athene         |
|                     | 47,60    | 06.10.1985 | Canberra       |
| 4 x 100 m estafette | 42,10    | 10.06.1979 | Chemnitz       |
|                     | 41,53    | 31.07.1983 | Berlijn        |
| 4 x 200 m estafette | 1.28,15  | 09.08.1980 | Jena           |
| 4 x 400 m estafette | 3.19,04  | 11.09.1982 | Athene         |
|                     | 3.15,92  | 03.06.1984 | Erfurt         |

## Palmares

### 60 m
- 1979:  EK indoor - 7,19 s
- 1981:  EK indoor - 6,19 s

### 100 m
- 1983:  WK - 11,02 s

### 200 m
- 1979:  Wereldbeker - 22,02 s
- 1979:  Universiade - 21,91 s
- 1983:  EK indoor - 22,39 s
- 1983:  WK - 22,13 s
- 1983:  Europacup - 22,40 s
- 1985:  WK indoor - 23,09 s
- 1985:  EK indoor - 22,82 s
- 1985:  Europacup - 22,02 s
- 1985:  Wereldbeker - 21,90 s
- 1986:  EK indoor - 22,58 s

### 400 m
- 1975:  EK junioren - 51,60 s
- 1976: DNS ½ fin. OS
- 1977:  EK indoor - 51,14 s
- 1977:  Europacup - 49,53 s
- 1977:  Wereldbeker - 49,76 s
- 1978:  EK - 48,94 s
- 1979:  Europacup - 48,60 s
- 1979:  Wereldbeker - 48,97 s
- 1980:  OS - 48,88 s
- 1981:  Europacup - 49,43 s
- 1981:  Wereldbeker - 49,27 s
- 1982:  EK - 48,16 s
- 1984:  Vriendschapsspelen - 48,16 s
- 1985:  Wereldbeker - 47,60 s
- 1986:  EK - 48,22 s
- 1986:  Grand Prix Finale - 49,17 s

### 4 × 100 m estafette
- 1983:  WK - 41,76 s

### 4 × 400 m estafette
- 1980:  OS - 3.20,4
- 1982:  EK - 3.19,04 (WR)
- 1983:  WK – 3.19,73

## Onderscheidingen
- Europees sportvrouw van het jaar (Evgen Bergant Trofee) - 1985
- IAAF Hall of Fame - 2014

1964: Betty Cuthbert ·
1968: Colette Besson ·
1972: Monika Zehrt ·
1976: Irena Szewińska ·
1980: Marita Koch ·
1984: Valerie Brisco-Hooks ·
1988: Olga Bryzgina ·
1992: Marie-José Pérec ·
1996: Marie-José Pérec ·
2000: Cathy Freeman ·
2004: Tonique Williams-Darling ·
2008: Christine Ohuruogu ·
2012: Sanya Richards-Ross ·
2016: Shaunae Miller ·
2020: Shaunae Miller ·
2024: Marileidy Paulino
1983 Marita Koch ·
1987 Silke Gladisch ·
1991 Katrin Krabbe ·
1993 Merlene Ottey ·
1995 Merlene Ottey ·
1997 Zjanna Block ·
1999 Inger Miller ·
2001 Debbie Ferguson ·
2003 Anastasia Kapatsjinskaja ·
2005 Allyson Felix ·
2007 Allyson Felix ·
2009 Allyson Felix ·
2011 Veronica Campbell-Brown ·
2013 Shelly-Ann Fraser-Pryce ·
2015 Dafne Schippers ·
2017 Dafne Schippers ·
2019 Dina Asher-Smith ·
2022 Shericka Jackson ·
2023 Shericka Jackson
1983 Gladisch, Koch, Auerswald, Göhr · 
1987 Brown, Williams, Griffith-Joyner, Marshall · 
1991 Duhaney, Cuthbert, McDonald, Ottey · 
1993 Bogoslovskaja, Maltsjoegina, Voronova, Privalova · 
1995 Mondie-Milner, Guidry-White, Gaines, Torrence · 
1997 Gaines, Jones, Miller, Devers · 
1999 Fynes, Sturrup, Davis-Thompson, Ferguson · 
2001 Paschke, G. Rockmeier, B. Rockmeier, Wagner · 
2003 Girard, Hurtis-Houairi, Félix, Arron · 
2005 Daigle, Lee, Barber, Williams · 
2007 Williams, Felix, Barber, Edwards · 
2009 Facey, Fraser, Bailey, Stewart · 
2011 Knight, Felix, Myers, Jeter · 
2013 Russell, Stewart, Calvert, Fraser-Pryce · 
2015 Campbell-Brown, Morrison, Thompson, Fraser-Pryce · 
2017 Brown, Felix, Akinosun, Bowie · 
2019 Whyte, Fraser-Pryce, Smith, Jackson · 
2022 Jefferson, Steiner, Prandini, Terry · 
2023 Davis, Terry, Thomas, Richardson
1983: Walther, Busch, Koch, Rübsam ·
1987: Neubauer, Emmelmann, Schersing, Busch ·
1991: Ledovskaja, Dzjigalova, Nazarova, Bryzgina ·
1993: Torrence, Malone-Wallace, Kaiser-Brown, Miles-Clark ·
1995: Graham, Stevens, Jones, Miles-Clark ·
1997: Feller, Rohländer, Rücker, Breuer ·
1999: Tsjebykina, Gontsjarenko, Kotljarova, Nazarova ·
2001: Richards, Scott, Parris, Fenton ·
2003: Barber, Washington, Richards, Miles-Clark ·
2005: Petsjonkina, Krasnomovets, Antjoech, Pospelova ·
2007: Trotter, Felix, Wineberg, Richards ·
2009: Dunn, Felix, Demus, Richards ·
2011: Richards-Ross, Felix, Beard, McCorory ·
2013: Goesjtsjina, Firova, Ryzjova, Krivosjapka ·
2015: Day, Jackson, McPherson, Williams-Mills ·
2017: Hayes, Felix, Wimbley, Francis ·
2019: Francis, McLaughlin, Muhammad, Jonathas ·
2022: Diggs, Steiner, Wilson, McLaughlin ·
2023: Saalberg, Klaver, Peeters, Bol